# Godos (Oviedo)
Godos es una parroquia del municipio de Oviedo, Asturias (España) y un lugar de dicha parroquia. Además es un barrio del municipio de Oviedo.
Godos limita al este y al sur con la parroquia de Sograndio, al oeste con la de Pintoria y al norte con las de Udrión y Nora.
A 31 de diciembre de 2014 la población es de 622 habitantes distribuida entre los lugares de Godos y Soto.
El lugar de Godos se sitúa a una altitud de 140 m y dista 5,90 km de la ciudad de Oviedo, capital del concejo. Es atravesada por el río Nalón.

## Demografía
| Gráfica de evolución demográfica de Godos entre 2000 y 2014 |
|                                                             |